# Tadeusz Radoński
Tadeusz Radoński (ur. 18 lutego 1804 w Grodzisku Wielkopolskim, zm. 6 września 1873 w Belęcinie) – powstaniec listopadowy.
Syn Piotra h. Jasieńczyk i Joanny Kierskiej h. Jastrzębiec.  Uczęszczał do gimnazjum Marii Magdaleny w Poznaniu. Studiował prawo na uniwersytecie berlińskim. Brał udział w powstaniu listopadowym, walcząc jako oficer 5 pułku artylerii pod wodzą płk. Piątki, z którym odbył całą kampanię w Królestwie i na Litwie. Ranny w czoło na polach Grochowa. Odznaczony Srebrnym Krzyżem Virtuti Militari.
W latach 1846–1848 więziony w Sonnenburgu i Moabicie „za zbrodnie stanu” z powodu udziału w akcji spiskowej. W 1852 wybrany posłem z ramienia Koła Polskiego. Zmarł w Belęcinie koło Leszna, został pochowany na Cmentarzu Zasłużonych Wielkopolan na wzgórzu św. Wojciecha w Poznaniu.